# Glandaz Point
Der Glandaz Point (französisch Pointe Glandaz) ist eine Landspitze an der Graham-Küste des Grahamlands auf der Antarktischen Halbinsel. Sie bildet die Südseite der Einfahrt zur Deloncle-Bucht.
Teilnehmer der Belgica-Expedition (1897–1899) unter der Leitung des belgischen Polarforschers Adrien de Gerlache de Gomery waren vermutlich die ersten, die diese Landspitze sichteten. Teilnehmer der Vierten Französischen Antarktisexpedition (1903–1905) unter der Leitung des Polarforschers Jean-Baptiste Charcot sichteten sie erneut. Charcot benannte sie nach dem Albert Ernest Glandaz (1870–1944), französischer Segelsportolympionik und von 1913 bis 1944 Mitglied des IOC.